# Maršal Francije
Maršal Francije (francosko Maréchal de France, v mn. Maréchaux de France) je vojaško odlikovanje v sodobni Franciji, ne vojaški čin. Podeljuje se generalom za izredne dosežke. Pod imenom "Maršal Francoskega cesarstva" je bil v času Ancien Régima in Burbonske restavracije eden od velikih častnikov Cesarstva, visoki položaj pa je imel tudi v času Prvega francoskega cesarstva.
Maršal Francije se ponaša s sedmimi zvezdami, prav tako ima v posesti palico, plavi cilinder z zvezdami, nekdaj lilijami (v času monarhije) in orli (v času Prvega francoskega cesarstva), na kateri je napis v latinščini Terror belli, decus pacis (strah med vojno, okras v miru).
Še višje priznanje, Maršal General Francije, je doslej dobilo šest maršalov Francije: Biron, Lesdiguières, Turenne, Villars, Maurice Saksonski in Soult.
- Terror belli...
- ... decus pacis

## Zgodovina
Naziv čina je izpeljan iz položaja marescallus Franciae, ki ga je okoli leta 1190 ustanovil Filip II. za Alberica Clementa.  
Leta 1793 je Nacionalna skupščina ukinila naziv, a ga je Napoleon Bonaparte ponovno uvedel v času prvega francoskega imperija kot Maršal imperija. V času bourbonske restavracije so naziv spremenili v Maršal Francije. 
Po padcu Napoleona III. in drugega francoskega cesarstva naziva niso uporabljali; to se je spremenilo med prvo svetovno vojno, ko je postal le častni naziv in ne dejanski čin.
Philippe Pétain, kateremu se podelili naziv maršala Francije, je naziv obdržal, kljub sojenju zaradi delovanja med drugo svetovno vojno in kljub temu, da so mu odvzeli vse druge nazive, položaje in odlikovanja.
Zadnji živeči maršal Francije je bil Alphonse Juin (1952), ki je umrl leta 1967. Zadnji maršal Francije pa je postal Marie Pierre Koenig, ki je bil leta 1984 odlikovan posmrtno.
Po trenutni zakonodaji se lahko naziv maršala Francije podeli le generalu, ki je zmagoval v vojnem času.

## Seznam
| Ime                                                    | Leto                |
| ------------------------------------------------------ | ------------------- |
| Albéric Clément                                        | 1185                |
| Guillaume de Bournel                                   | 1192                |
| Nivelon d'Arras                                        | 1202                |
| Henrik I. Clément                                      | 1204                |
| Jean III. Clément                                      | 1214                |
| Guillaume de la Tournelle                              | 1220                |
| Ferry Pasté                                            | 1240                |
| Jean Guillaume de Beaumont                             | 1250                |
| Gauthier III.                                          | 1257                |
| Henrik II. Clément                                     | 1262                |
| Héric de Beaujeu                                       | 1265                |
| Renaud de Précigny                                     | 1265                |
| Raoul II. Sores                                        | 1270                |
| Lancelot de Saint-Maard                                | 1270                |
| Ferry de Verneuil                                      | 1272                |
| Guillaume V. du Bec Crespin                            | 1283                |
| Jean II. d'Harcourt                                    | 1283                |
| Raoul V. Le Flamenc                                    | 1285                |
| Jean de Varennes                                       | 1288                |
| Simon de Melun                                         | 1290                |
| Guy Ier de Clermont de Nesle                           | 1292                |
| Foulques du Merle                                      | 1302                |
| Miles VI. de Noyers                                    | 1302                |
| Jean de Corbeil                                        | 1308                |
| Jean IV. de Beaumont                                   | 1315                |
| Mathieu de Trie                                        | 1318                |
| Jean des Barres                                        | 1318                |
| Bernard VI. de Moreuil                                 | 1322                |
| Robert-Jean Bertran de Briquebec                       | 1325                |
| Anseau de Joinville                                    | 1339                |
| Charles de Montmorency                                 | 1344                |
| Robert de Waurin                                       | 1344                |
| Guy II. de Nesle                                       | 1345                |
| Édouard de Beaujeu                                     | 1347                |
| Arnoul d'Audrehem                                      | 1351                |
| Rogues de Hangest                                      | 1352                |
| Jean de Clermont                                       | 1352                |
| Jean I. Le Maingre                                     | 1356                |
| Jean IV. de Mauquenchy                                 | 1368                |
| Louis de Sancerre                                      | 1369                |
| Jean II. Le Maingre                                    | 1391                |
| Jean Rieux                                             | 1397                |
| Pierre de Rieux                                        | 1417                |
| Claude de Beauvoir                                     | 1418                |
| Jean Villiers                                          | 1418                |
| Jacques de Montberon                                   | 1418                |
| Gilbert Motier de La Fayette                           | 1421                |
| Antoine de Vergy                                       | 1422                |
| Jean de La Baume                                       | 1422                |
| Amaury de Séverac                                      | 1424                |
| Jean de Brosse                                         | 1426                |
| Gilles de Rais                                         | 1429                |
| André de Laval-Montmorency                             | 1439                |
| Philippe de Culant                                     | 1441                |
| Jean Poton de Xaintrailles                             | 1454                |
| Joachim Rouhault de Gamaches                           | 1461                |
| Jean de Lescun                                         | 1461                |
| Wolfart VI. Van Borselleen                             | 1464                |
| Pierre de Rohan de Gié                                 | 1476                |
| Philippe de Crèvecœur d'Esquerdes                      | 1486                |
| Jean de Baudricourt                                    | 1486                |
| Jacques de Trivulce                                    | 1499                |
| Charles d'Amboise                                      | 1506                |
| Odet Lautrec                                           | 1511                |
| Robert Stewart, Lord of Aubigny                        | 1514                |
| Jacques de la Palice                                   | 1515                |
| Gaspard I. de Coligny                                  | 1516                |
| Thomas de Foix-Lescun                                  | 1518                |
| Anne de Montmorency, duc de Montmorency                | 1522                |
| Théodor Trivulce                                       | 1526                |
| Robert III. de La Marck                                | 1526                |
| Claude d'Ailly                                         | 1538                |
| Claude d'Annebaut                                      | 1538                |
| René de Montjean                                       | 1538                |
| Oudard du Biez                                         | 1542                |
| Antoine de Lettes-Desprez                              | 1544                |
| Jean Caraccioli                                        | 1544                |
| Jacques d'Albon de Saint-André                         | 1547                |
| Robert IV. de La Marck                                 | 1547                |
| Charles I. de Cossé-Brissac                            | 1550                |
| Pietro Strozzi                                         | 1554                |
| Paul de La Barthe de Thermes                           | 1558                |
| François de Montmorency                                | 1559                |
| François de Scépeaux                                   | 1562                |
| Imbert de La Plâtrière                                 | 1564                |
| Henri I. de Montmorency                                | 1566                |
| Artus de Cossé-Brissac                                 | 1567                |
| Gaspard de Saulx                                       | 1570                |
| Honorat II. de Savoye                                  | 1571                |
| Albert de Gondi                                        | 1573                |
| Roger de Saint-Lary de Bellegarde                      | 1574                |
| Blaise de Lasseran-Massencôme, seigneur de Montluc     | 1574                |
| Louis Prévost de Sansac                                | ?                   |
| Armand de Gontaut, Baron de Biron                      | 1577                |
| Jacques de Goyon                                       | 1579                |
| Jean VI. d'Aumont                                      | 1571                |
| Guillaume de Joyeuse                                   | 1582                |
| Charles II. de Cossé                                   | ?                   |
| Henri de La Tour d'Auvergne, duc de Bouillon           | 1592                |
| Charles de Gontaut                                     | 1594                |
| Claude de La Chatre de La Maisonfort                   | 1594                |
| Jean de Montluc de Balagny                             | 1594                |
| Jean III. de Beaumanoir                                | 1595                |
| Henri de Joyeuse                                       | 1595                |
| Urbain de Montmorency-Laval                            | 1595                |
| Alphonse d'Ornano                                      | 1597                |
| Guillaume de Hautemer de Grancey                       | 1597                |
| Francois de Bonne                                      | 1608                |
| Concino Concini                                        | 1613                |
| Gilles de Courtenvaux de Souvré                        | 1614                |
| Antoine de Roquelaure                                  | 1614                |
| Louis de La Châtre de Maisonfort                       | 1616                |
| Pons de Lauzières-Thémines-Cardaillac                  | 1616                |
| François de La Grange d'Arquien                        | 1616                |
| Nicolas de L'Hôpital                                   | 1617                |
| Francois de Plessis, Seigneur de Richelieu             | 1619                |
| Jean François de La Guiche                             | 1619                |
| Honoré d'Albert d'Ailly                                | 1620                |
| François d'Esparbes de Lussan d'Aubeterre              | 1620                |
| Charles de Créquy de Lesdiguières                      | 1621                |
| Jacques-Nompar de Caumont, duc de la Force             | 1621                |
| François de Bassompierre                               | 1622                |
| Gaspard III. de Coligny                                | 1622                |
| Henri de Schomberg                                     | 1625                |
| Jean Baptiste d'Ornano                                 | 1626                |
| François Annibal d'Estrées                             | 1626                |
| Timoléon d'Espinay                                     | 1627                |
| Louis Marillac                                         | 1629                |
| Henri II. de Montmorency                               | 1630                |
| Jean de Saint-Bonnet de Toiras                         | 1630                |
| Antoine Coëffier de Ruzé d'Effiat                      | 1631                |
| Urbain Maille                                          | 1632                |
| Maximilien de Béthune                                  | 1634                |
| Charles de Schomberg                                   | 1637                |
| Charles de La Porte de Meilleraye                      | 1639                |
| Antoine III. de Gramont                                | 1641                |
| Jean Guebriant                                         | 1642                |
| Philippe de La Mothe-Houdancourt                       | 1642                |
| François de L'Hôpital, Count of Rosnay                 | 1643                |
| Henri Turenne                                          | 1660                |
| Jean de Gassion                                        | 1643                |
| Caesar de Choiseul                                     | 1645                |
| Josias de Rantzau                                      | 1645                |
| Nicolas Villeroi                                       | 1646                |
| Antoine d'Aumont de Rochebaron                         | 1651                |
| Jacques d'Estampes de La Ferté-Imbert                  | 1651                |
| Henri de La Ferté-Senneterre                           | 1651                |
| Charles de Monchy d'Hocquincourt                       | 1651                |
| Jacques Rouxel de Grancey                              | 1651                |
| Armand-Nompar de Caumont, duc de la Force              | 1652                |
| Philippe de Clérambault de La Palluau                  | 1652                |
| César Phœbus d'Albrand of Miossens                     | 1653                |
| Louis de Foucault de Saint-Germain Beaupré             | 1653                |
| Jean de Schulemberg de Montejeu                        | 1658                |
| Abraham de Fabert                                      | 1658                |
| Jacques de Mauvisière de Castelnau                     | 1658                |
| Bernardin Gigault de Bellefonds                        | 1668                |
| François de Créquy                                     | 1668                |
| Louis de Crevant, Duke of Humières                     | 1668                |
| Godefroy d'Estrades                                    | 1675                |
| Philippe de Montaut-Bénac de Navailles                 | 1675                |
| Frederick Schomberg                                    | 1675                |
| Jacques Henri de Durfort de Duras                      | 1675                |
| François d'Aubusson de La Feuillade                    | 1675                |
| Louis Vivonne                                          | 1675                |
| François Luxembourg                                    | 1675                |
| Henri Louis d'Aloigny de Rochefort                     | 1675                |
| Guy Aldonce de Durfort de Lorges                       | 1676                |
| Jean II. d'Estrées                                     | 1681                |
| Claude de Choiseul de Francières                       | 1693                |
| Jean-Armand de Joyeuse-Grandpré                        | 1693                |
| François Villeroi                                      | 1693                |
| Louis Francois Boufflers                               | 1693                |
| Anne Hilarion de Costentin de Tourville                | 1693                |
| Anne-Jules de Noailles                                 | 1693                |
| Nicolas Catinat                                        | 1693                |
| Louis Vendome                                          | 1695                |
| Claude Louis Hector de Villars                         | 1702                |
| Noël Bouton de Chamilly                                | 1703                |
| Victor Marie d'Estrées                                 | 1703                |
| François Louis Rousselet de Chateau-Renault            | 1703                |
| Sébastien Le Prestre de Vauban                         | 1703                |
| Conrad de Rosen                                        | 1703                |
| Nicolas Chalon du Blé d'Uxelles                        | 1703                |
| Rene Tesse                                             | 1703                |
| Camille d'Hostun, duc de Tallard                       | 1703                |
| Nicolas Auguste de La Baume de Montrevel               | 1703                |
| Henry d'Harcourt                                       | 1703                |
| Ferdinand de Marsin                                    | 1703                |
| James Berwick                                          | 1706                |
| Charles-Auguste de Goyon-Matignon                      | 1708                |
| Jacques de Bazin de Bezons                             | 1709                |
| Pierre Montesquiou                                     | 1709                |
| Victor-Maurice, comte de Broglie                       | 1724                |
| Antoine Gaston de Roquelaure                           | 1724                |
| Jacques Eléonor Rouxel de Grancey                      | 1724                |
| Éléonor Marie du Maine du Bourg                        | 1724                |
| Yves d'Alègre                                          | 1724                |
| Louis La Feuillade                                     | 1724                |
| Antoine V. de Gramont                                  | 1724                |
| Alain Emmanuel de Coëtlogon                            | 1730                |
| Charles Armand de Gontaut                              | 1734                |
| Jacques François de Chastenand of Puységur             | 1734                |
| Claude François Bidal d'Asfeld                         | 1734                |
| Adrien Maurice de Noailles                             | 1734                |
| Christian Louis de Montmorency-Luxembourg              | 1734                |
| François-Marie de Broglie                              | 1734                |
| François de Franquetot de Coigny                       | 1734                |
| Charles Eugène de Lévis-Charlus                        | 1734                |
| Louis de Brancas de Forcalquier de Céreste             | 1740                |
| Louis Auguste d'Albert d'Ailly                         | 1741                |
| *Louis Armand de Brinchanteau de Nangis                | 1741                |
| Louis de Gand de Mérode de Montmorency                 | 1741                |
| Jean-Baptiste de Durfort de Duras                      | 1741                |
| Jean-Baptiste Desmarets                                | 1741                |
| Charles Belle-Isle                                     | 1741                |
| Maurice Saksonski                                      | 1741.               |
| Jean-Baptiste Louis Andrault de Maulévrier             | 1745                |
| Claude Guillaume Testu de Balincourt                   | 1746                |
| Philippe Charles de La Fare                            | 1746                |
| François d'Harcourt                                    | 1746                |
| Guy Claude Roland de Montmorency-Laval                 | 1747                |
| Gaspard de Clermont-Tonnerre                           | 1747                |
| Louis Claude de La Mothe-Houdancourt                   | 1747                |
| Ulrich Friedrich Waldemar von Löwendahl                | 1747                |
| Louis Richelieu                                        | 1748                |
| Jean Hector de Fay de La Tour-Maubourg                 | 1757                |
| Louis Antoine de Gontaut                               | 1757                |
| Daniel François de Gélas de Lautrec                    | 1757                |
| Charles François Frédéric de Montmorency-Luxembourg    | 1757                |
| Louis Charles César Le Tellier, duc d'Estrées          | 1757                |
| Jean Charles de la Ferté                               | 1757                |
| Charles O'Brien de Thomond                             | 1757                |
| Gaston Pierre de Lévis-Mirepoix                        | 1757                |
| Ladislas Ignace de Bercheny                            | 1758                |
| Hubert de Brienne de Conflans                          | 1758                |
| Louis Georges Érasme de Contades                       | 1758                |
| Charles de Rohan-Soubise                               | 1758                |
| Victor-François de Broglie                             | 1759                |
| Guy Michel de Durfort de Lorge                         | 1768                |
| Louis de Brienne de Conflans d'Armentières             | 1768                |
| Jean Paul Timoléon de Cossé Brissac                    | 1768                |
| Anne Pierre d'Harcourt                                 | 1775                |
| Louis Noailles                                         | 1775                |
| Antoine, Count of Nicolaï                              | 1775                |
| Charles de Fitz-James                                  | 1775                |
| Philippe de Noailles, duc de Mouchy                    | 1775                |
| Emmanuel Félicité de Durfort de Duras                  | 1775                |
| Louis Muy                                              | 1775                |
| Claude Louis de Saint-Germain                          | 1775                |
| Guy André Pierre de Montmorency-Laval                  | 1783                |
| Augustin Joseph de Mailly                              | 1783                |
| Henri Joseph Bouchard d'Esparbès de Lussan d'Aubeterre | 1783                |
| Charles Just de Beauvau-Craon                          | 1783                |
| Noël Jourda de Vaux                                    | 1783                |
| Philippe Segur                                         | 1783                |
| Jacques Philippe de Choiseul-Stainville                | 1783                |
| Charles Eugène de La Croix de Castries                 | 1783                |
| Anne Emmanuel de Croÿ                                  | 1783                |
| François Gaston de Lévis, Duc de Lévis                 | 1783                |
| Nicolas Luckner                                        | 1791                |
| Jean-Baptiste Donatien de Vimeur de Rochambeau         | 1791                |
| Louis Alexandre Berthier                               | 1804                |
| Joachim Murat                                          | 1804                |
| Bon-Adrien Jeannot de Moncey                           | 1804                |
| Jean-Baptiste Jourdan                                  | 1804                |
| André Masséna                                          | 1804                |
| Pierre François Charles Augereau                       | 1804                |
| Charles-Jean Baptiste Bernadotte                       | 1804                |
| Guillaume Marie Anne Brune                             | 1804                |
| Nicolas Soult                                          | 1847                |
| Jean Lannes                                            | 1804 †              |
| Edouard Mortier                                        | 1804                |
| Michel Ney                                             | 1804                |
| Louis-Nicolas Davout                                   | 1804                |
| Jean-Baptiste Bessières                                | 1804 †              |
| François Christophe de Kellermann                      | 1804 (častni naziv) |
| François Joseph Lefebvre                               | 1804 (častni naziv) |
| Dominique Catherine de Pérignon                        | 1804 (častni naziv) |
| Jean Serurier                                          | 1804 (častni naziv) |
| Claude-Victor Perrin                                   | 1807                |
| Jacques Macdonald                                      | 1809                |
| Nicolas Oudinot                                        | 1809                |
| Auguste Frédéric Louis Viesse de Marmont               | 1809                |
| Louis Gabriel Suchet                                   | 1811                |
| Laurent de Gouvion-Saint-Cyr                           | 1812                |
| Józef Antoni Poniatowski                               | 1813 †              |
| Emmanuel de Grouchy                                    | 1815                |
| François-Henri de Franquetot de Coigny                 | 1816                |
| Henri Jacques Guillaume Clarke                         | 1816                |
| Pierre Riel de Beurnonville                            | 1816                |
| Charles Joseph Hyacinthe du Houx de Viomesnil          | 1816                |
| Jacques Lauriston                                      | 1823                |
| Gabriel Jean Joseph Molitor                            | 1823                |
| Louis Aloy de Hohenlohe-Waldenburg-Bartenstein         | 1827                |
| Nicolas Joseph Maison                                  | 1829                |
| Louis Auguste Victor de Ghaisne de Bourmont            | 1830                |
| Étienne-Maurice Gérard                                 | 1830                |
| Bertrand Clauzel                                       | 1831                |
| Emmanuel de Grouchy                                    | 1831                |
| Georges Mouton                                         | 1831                |
| Sylvain Valee                                          | 1837                |
| Horace Sébastiani                                      | 1840                |
| Jean-Baptiste Drouet                                   | 1843                |
| Thomas Robert Bugeaud                                  | 1843                |
| Honoré-Charles Reille                                  | 1847                |
| Guillaume Dode de la Brunerie                          | 1847                |
| Jérôme Bonaparte                                       | 1850                |
| Rémi Joseph Isidore Exelmans                           | 1851                |
| Jean Isidore Harispe                                   | 1851                |
| Jean-Baptiste Philibert Vaillant                       | 1851                |
| Armand Jacques Achille Leroy de Saint-Arnaud           | 1852                |
| Bernard Pierre Magnan                                  | 1852                |
| Boniface de Castellane                                 | 1852                |
| Achille Baraguey d'Hilliers                            | 1854                |
| Aimable Pélissier                                      | 1855                |
| Jacques Louis Randon                                   | 1856                |
| François Certain de Canrobert                          | 1856                |
| Pierre Bosquet                                         | 1856                |
| Marie Mac Mahon                                        | 1859                |
| Auguste Regnaud de Saint-Jean d'Angély                 | 1859                |
| Adolphe Niel                                           | 1859                |
| Philippe Ornano                                        | 1861                |
| Elie Frédéric Forey                                    | 1863                |
| François Achille Bazaine                               | 1864                |
| Edmond Leboeuf                                         | 1870                |
| Joseph Jacques Joffre                                  | 1916                |
| Ferdinand Foch                                         | 1918                |
| Philippe Pétain                                        | 1918                |
| Joseph Gallieni                                        | 1921 (posmrtno)     |
| Louis Lyautey                                          | 1921                |
| Louis Franchet d'Esperey                               | 1921                |
| Marie Émile Fayolle                                    | 1921                |
| Michel Joseph Maunoury                                 | 1923 (posmrtno)     |
| Jean Lattre                                            | 1952 (posmrtno)     |
| Philippe Leclerc de Hauteclocque                       | 1952 (posmrtno)     |
| Alphonse Juin                                          | 1952                |
| Marie Pierre Kœnig                                     | 1984                |